# Sebastian 1. af Portugal
Sebastian 1. (portugisisk: Dom Sebastião I; 20. januar 1554 – 4. august 1578) var konge af Portugal fra 1557 til 1578. Han var sønnesøn til kong Johan 3. af Portugal og var den næstsidste portugisiske konge af Huset Aviz.
Sebastian 1. var søn af prins Johan Emanuel af Portugal og Johanna af Østrig. Sebastian 1. faldt i kamp mod maurerne i Marokko under Slaget ved Ksar El Kebir, og hans lig blev aldrig fundet.
Han blev efterfulgt som konge af grandonkel Henrik 1.